# Tarō Gotō
Tarō Gotō (後藤 太郎?, Gotō Tarō; Prefettura di Hiroshima, 24 dicembre 1969) è un ex calciatore giapponese, di ruolo centrocampista.
Giocò una sessantina di incontri in prima divisione giapponese.